# 馬尾症候群
馬尾症候群（ばびしょうこうぐん、英：Cauda equina syndrome、CES ）は、馬尾と呼ばれる脊髄の下端にある神経の束が損傷したときに発生する状態である。徴候と症状は、腰痛、下肢に沿って下っていく痛み、肛門の周りの痺れ、腸または膀胱の制御喪失などである。発症は突発的な場合と段階的な場合がある。
一般的な原因は、背中の下部の椎間板ヘルニアである。その他の原因には、腰部脊柱管狭窄症、癌、外傷、硬膜外膿瘍、硬膜外血腫などがあげられる。診断は、疑われる症状に基づき、MRIやCTスキャンなどの医用画像によって確認される
。
CESは通常、外科的な椎弓切除術により治療される。手術治療したにもにかかわらず、永続的な膀胱の異常、性機能障害、痺れを発生する可能性がある。治療したにもかかわらず、患者の約20％は転機不良である。毎年70,000人に1人が罹患している。CESが最初に説明されたのは1934年である。